# Daumazan-sur-Arize
Daumazan-sur-Arize es una comuna francesa situada en el departamento de Ariège, en la región de Occitania.

## Demografía
| 646 | 620 | 599 | 605 | 617 | 657 | 708 |
| Para los censos de 1962 a 1999 la población legal corresponde a la población sin duplicidades (Fuente: INSEE [Consultar]) |     |     |     |     |     |     |